# Liam Neeson

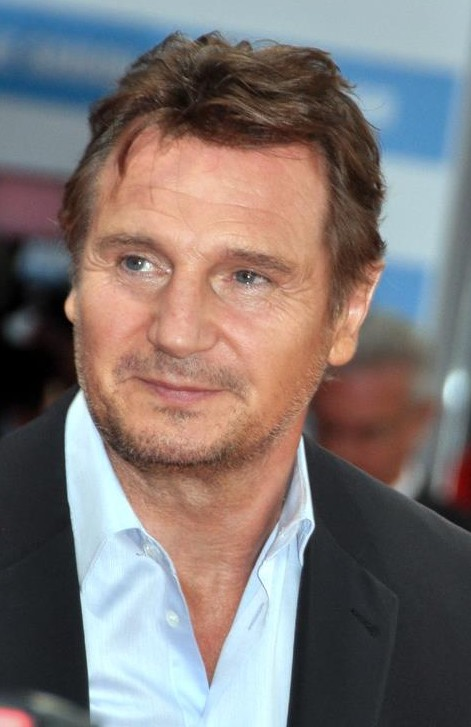
Liam Neeson beim Festival des amerikanischen Films in Deauville (2012)

William John „Liam“ Neeson OBE (* 7. Juni 1952 in Ballymena, Nordirland) ist ein aus Nordirland stammender britisch-irischer Schauspieler, der seit 2009 auch im Besitz der US-Staatsbürgerschaft ist. Berühmt wurde er vor allem durch die Rolle des Oskar Schindler in Steven Spielbergs Schindlers Liste.

## Leben

### Jugend
Neeson wurde als Sohn eines Schulhausmeisters und einer Köchin geboren. Er entstammt einem katholischen Elternhaus und ist das dritte von vier Kindern. Während seiner Schulzeit trat er regelmäßig in Schulaufführungen auf. In seiner Jugend war Neeson zudem sportlich sehr aktiv und gewann den nordirischen Meistertitel im Boxen. Dieser Kampfsport brachte ihm auch einen Nasenbeinbruch ein, dem er seine charakteristische Nasenform zu verdanken hat. Ursprünglich wollte er Lehrer werden und studierte an der Queen’s University Belfast die Fächer Mathematik, Physik, Informatik und Theaterwissenschaft. Er brach das Studium jedoch ab und jobbte unter anderem als Gabelstaplerfahrer in einer Guinness-Brauerei.

### Karriere
1976 schloss Neeson sich der Theatergruppe Lyric Players’ Theatre in Belfast an, wo er in Joseph Plunketts Drama The Risen People sein Bühnendebüt gab. Zwei Jahre später wechselte er ans Abbey Theatre in Dublin. Dort sah ihn 1980 John Boorman die Rolle des Lennie in John Steinbecks Of Mice and Men (Von Mäusen und Menschen) spielen und engagierte ihn daraufhin für die Rolle des Ritters Gawain im Fantasyfilm Excalibur.
Fortan besetzte man ihn in zahlreichen Filmen immer wieder in Nebenrollen an der Seite von bekannten und erfolgreichen Schauspielern wie zum Beispiel in Die Bounty (1984) neben Mel Gibson und Anthony Hopkins, in Mission (1986) neben Jeremy Irons und Robert De Niro, in High Spirits (1988) neben Peter O’Toole, Beverly D’Angelo, Steve Guttenberg und Daryl Hannah, und in Ehemänner und Ehefrauen (1992) von und mit Woody Allen und Blythe Danner, Judy Davis, Mia Farrow, Juliette Lewis und Sydney Pollack.
In Steven Spielbergs Schindlers Liste porträtierte Neeson 1993 den deutschen Industriellen Oskar Schindler, der im Dritten Reich rund 1200 Juden durch die Anstellung in seiner Fabrik das Leben gerettet hatte. Für seine Darstellung erntete Neeson großes Lob von den Kritikern. Er schaffte damit seinen endgültigen Durchbruch und erlangte internationale Anerkennung mit Nominierungen für den Oscar, Golden Globe sowie BAFTA Award jeweils in der Kategorie Bester Hauptdarsteller.
1994 dürfte Neeson Favorit auf die Rolle des James Bond gewesen sein, er lehnte das Angebot aber aus Rücksicht auf seine Frau Natasha Richardson ab, die die Figur nicht mochte – wie Neeson vermutete, aus Eifersucht.
1995 übernahm er die Rolle des schottischen Volkshelden Robert Roy MacGregor in Rob Roy von Michael Caton-Jones und 1996 die des irischen Freiheitskämpfers Michael Collins im gleichnamigen Film von Neil Jordan. 1998 spielte er den Jean Valjean in Bille Augusts Les Miserables (nach dem Roman Die Elenden von Victor Hugo) und 1999 den Jedi-Ritter Qui-Gon Jinn, eine der Hauptrollen in Star Wars: Episode I – Die dunkle Bedrohung von George Lucas. 2004 verkörperte er den US-amerikanischen Sexualforscher Alfred Charles Kinsey in Bill Condons Kinsey – Die Wahrheit über Sex.
2005 war er in Ridley Scotts Historienepos Königreich der Himmel als Kreuzritter zu sehen. Im selben Jahr wirkte er auch im ersten Teil von Christopher Nolans The-Dark-Knight-Trilogie, Batman Begins, und 2012 im dritten Teil, The Dark Knight Rises, in denen er Batmans Mentor und späteren Gegenspieler Ra’s al Ghul verkörperte, mit. Von da an verkörperte er regelmäßig den Actionhelden, ob 2010 in Louis Leterriers Kampf der Titanen und in dessen Fortsetzung Zorn der Titanen oder in Joe Carnahans Das A-Team – Der Film. 2008 spielte er die Rolle des Bryan Mills in 96 Hours und führte diese Rolle 2012 in der Fortsetzung 96 Hours – Taken 2 fort. 2014 übernahm er in Jaume Collet-Serras Non-Stop die Rolle des Air Marshals Bill Marks. 2014 übernahm er zum dritten und letzten Mal die Rolle des Bryan Mills in 96 Hours – Taken 3. 2016 spielte er die Rolle des amerikanischen Generals Douglas MacArthur im südkoreanischen Film Operation Chromite. Es handelt sich um die Verfilmung der Landung bei Incheon, die durch MacArthur eine Wende im Koreakrieg einleitete. Es folgten vor allem weitere Actionfilme, in denen Neeson die Hauptrolle übernahm. Dreimal trat er noch als Qui-Gon Jinn in Erscheinung: 2019 war seine Stimme in Star Wars: Der Aufstieg Skywalkers zu hören, 2022 spielte er in einer Folge von Obi-Wan Kenobi mit und lieh ihm in einer Folge der Anthologie-Serie Star Wars: Geschichten der Jedi erneut seine Stimme. Sein Schaffen für Film und Fernsehen umfasst mehr als 190 Produktionen, wobei Marlowe aus dem Jahr 2022 sein einhundertster Film ist.
Neben seiner Karriere als Filmschauspieler ist Neeson weiterhin noch auf der Theaterbühne zu sehen. 1993 spielte er in der Wiederaufführung von Eugene O’Neills Anna Christie neben Natasha Richardson; beide wurden für den Antoinette Perry Award (Tony Award) nominiert. In The Judas Kiss spielte er die Rolle des Oscar Wilde, und seine Darstellung im Stück The Crucible (Die Hexenjagd) (2003) mit Laura Linney brachte ihm erneut eine Tony-Award-Nominierung ein. Im März 2003 hatte Neeson einen Gastauftritt im Stück The Play What I Wrote, das in New York unter der Regie von Kenneth Branagh aufgeführt wurde.

### Persönliches
In den frühen 1980er Jahren war Neeson der Lebensgefährte der Schauspielerin Helen Mirren, die er bei den Dreharbeiten zu Excalibur kennengelernt hatte. Durch Mirren konnte Neeson, der zu dieser Zeit noch in seinen Anfängen als Schauspieler steckte, auch einen passenden Agenten finden und seine Karriere vorantreiben.
Von 1994 bis zu ihrem tödlichen Skiunfall im Jahr 2009 war Neeson mit Natasha Richardson, Tochter von Vanessa Redgrave und Tony Richardson, verheiratet. Aus der Beziehung zu der Schauspielerin gingen zwei Söhne hervor. Das Paar hatte sich 1993 bei der Wiederaufführung von Anna Christie auf dem Broadway kennengelernt und im Film Nell (1994) gemeinsam vor der Kamera gestanden. Der gemeinsame Sohn Micheál Richardson ist ebenfalls Schauspieler. Er spielte u. a. in der Fernsehserie Big Dogs, die in den USA auf Amazon Prime Video veröffentlicht wurde, und stand gemeinsam mit seinem Vater Liam Neeson in den Filmen Hard Powder und Made in Italy vor der Kamera. In Star Wars: Geschichten der Jedi sprach er zudem eine junge Version von Qui-Gon Jinn. Ende Juli 2025 wurde bekannt, dass Liam Neeson und Pamela Anderson ein Paar sind.
Als gebürtiger Nordire hat Neeson die britische und die irische Staatsbürgerschaft, die US-Staatsbürgerschaft erhielt er im August 2009.

## Synchronsprecher
In den Anfangsjahren seiner Karriere hatte Neeson keinen festen Synchronsprecher. So wurde er zwischen 1983 und 1993 unter anderem von Manfred Lehmann, Claus Jurichs, Kurt Goldstein, Frank Glaubrecht, Randolf Kronberg, Michael Mendl, Gudo Hoegel, Sigmar Solbach, Hans-Jürgen Wolf, Holger Schwiers, Norbert Langer, Leon Rainer, Achim Schülke und Thomas Danneberg gesprochen. 
Die bekannteste deutsche Synchronstimme von Liam Neeson war von 1996 bis 2019 Bernd Rumpf, welcher am 1. Oktober 2019 im Alter von 72 Jahren verstarb. Von 1990 bis 1996 wurde er mehrmals von dem ähnlich, aber etwas wärmer klingenden Helmut Gauß synchronisiert. Zwischen den Jahren 1994 und 1996 wurde Neeson abwechselnd sowohl von Gauß und Rumpf synchronisiert. Gauß sprach ihn danach noch einmal 2003 im Film Tatsächlich… Liebe. Seit 2020 wird Neeson erneut von Gauß synchronisiert, der damit den verstorbenen Rumpf ablöste. Als Ausnahme wurde er in Star Wars: Geschichten der Jedi zudem von Bernhard Völger synchronisiert, während in übrigen neueren Projekten Bernd Vollbrecht diese Rolle erfüllt.
Neeson war auch selber schon des Öfteren als Synchronsprecher tätig. So lieh er 2005 im Fantasyfilm Die Chroniken von Narnia: Der König von Narnia und dessen Nachfolgefilmen dem Löwen Aslan seine Stimme; hier war seine deutsche Stimme Thomas Fritsch. Eine weitere Sprecherrolle hatte er 2014 im Film The LEGO Movie, hier wurde Neeson unter anderem von Norbert Gastell synchronisiert.

## Filmografie (Auswahl)
- 1979: Pilgrim’s Progress
- 1979: Christiana
- 1981: Excalibur
- 1983: Krull
- 1984: Die Bounty (The Bounty)
- 1985: Des Lebens bittere Süße (A Woman of Substance, Fernsehminiserie)
- 1985: König Artus (Arthur the King)
- 1985: Merlin und das Schwert (Merlin and the Sword)
- 1986: Miami Vice (Fernsehserie, Folge 3x01)
- 1986: Cold Silence (Sworn to Silence)
- 1986: Rache ist ein süßes Wort (If Tomorrow Comes)
- 1986: Mission (The Mission)
- 1987: Flüchtige Liebe (Sweet as You Are)
- 1987: Suspect – Unter Verdacht (Suspect)
- 1987: Auf den Schwingen des Todes (A Prayer for the Dying)
- 1988: High Spirits
- 1988: Satisfaction
- 1988: Der Preis der Gefühle (The Good Mother)
- 1988: Das Todesspiel (The Dead Pool)
- 1989: Big Man (The Big Man)
- 1989: Ruf nach Vergeltung (Next of Kin)
- 1990: Darkman
- 1991: Unter Verdacht (Under Suspicion)
- 1992: Ehemänner und Ehefrauen (Husbands and Wives)
- 1992: Der Schein-Heilige (Leap of Faith)
- 1992: Wie ein Licht in dunkler Nacht (Shining Through)
- 1993: Ruby Cairo
- 1993: Ethan Frome
- 1993: Schindlers Liste (Schindler’s List)
- 1994: Nell
- 1995: Rob Roy
- 1996: Michael Collins
- 1996: Davor und danach (Before and After)
- 1998: Les Misérables
- 1999: Star Wars: Episode I – Die dunkle Bedrohung (Star Wars: Episode I – The Phantom Menace)
- 1999: Das Geisterschloss (The Haunting)
- 2000: Ein Herz und eine Kanone (Gun Shy)
- 2001: Fantastische Höhlen – In den Tiefen der Erde (Journey Into Amazing Caves, Stimme)
- 2002: Gangs of New York
- 2002: Star Wars: Episode II – Angriff der Klonkrieger (Star Wars: Episode II – Attack of the Clones, Stimme von Qui-Gon Jinn)
- 2002: K-19 – Showdown in der Tiefe (K-19 – The Widowmaker)
- 2003: Tatsächlich… Liebe (Love Actually)
- 2003: Coral Reef Adventure (Stimme)
- 2004: Kinsey – Die Wahrheit über Sex (Kinsey)
- 2005: Königreich der Himmel (Kingdom of Heaven)
- 2005: Batman Begins
- 2005: Breakfast on Pluto
- 2005: Die Chroniken von Narnia: Der König von Narnia (The Chronicles of Narnia: The Lion, the Witch and the Wardrobe, Stimme)
- 2006: Seraphim Falls
- 2008: Die Chroniken von Narnia: Prinz Kaspian von Narnia (The Chronicles of Narnia: Prince Caspian, Stimme)
- 2008: 96 Hours (Taken)
- 2008: Der Andere (The Other Man)
- 2009: Five Minutes of Heaven
- 2009: After.Life
- 2009: Chloe
- 2010: Kampf der Titanen (Clash of the Titans)
- 2010: Das A-Team – Der Film (The A-Team)
- 2010: The Big C (Fernsehserie, Folge 1x12)
- 2010: Die Chroniken von Narnia: Die Reise auf der Morgenröte (The Chronicles of Narnia: The Voyage of the Dawn Treader, Stimme)
- 2010: 72 Stunden – The Next Three Days (The Next Three Days)
- 2011, 2014: Star Wars: The Clone Wars (Fernsehserie, 3 Folgen, Stimme von Qui-Gon Jinn)
- 2011: Unknown Identity (Unknown)
- 2012: The Grey – Unter Wölfen (The Grey)
- 2012: Zorn der Titanen (Wrath of the Titans)
- 2012: Battleship
- 2012: The Dark Knight Rises
- 2012: 96 Hours – Taken 2 (Taken 2)
- 2013: Dritte Person (Third Person)
- 2013: Anchorman – Die Legende kehrt zurück (Anchorman: The Legend Continues)
- 2014: Operation: Nussknacker (The Nut Job, Stimme)
- 2014: The LEGO Movie (Stimme von Bad Cop)
- 2014: Non-Stop
- 2014: A Million Ways to Die in the West
- 2014: Ruhet in Frieden – A Walk Among the Tombstones (A Walk Among the Tombstones)
- 2014: 96 Hours – Taken 3 (Taken 3)
- 2014–2015: Family Guy (Fernsehserie, 2 Folgen, Stimme)
- 2015: Run All Night
- 2015: Entourage
- 2015: Ted 2
- 2016: Operation Chromite (인천상륙작전 Incheon Sangnyuk Jakjeon)
- 2016: Sieben Minuten nach Mitternacht (A Monster Calls, Stimme)
- 2016: Silence
- 2017: Red Nose Day Actually (Kurzfilm)
- 2017: The Orville (Fernsehserie, Folge 1x04)
- 2017: The Secret Man (Mark Felt: The Man Who Brought Down the White House)
- 2018: The Commuter
- 2018: The Ballad of Buster Scruggs
- 2018: Widows – Tödliche Witwen (Widows)
- 2019: Hard Powder (Cold Pursuit)
- 2019: Men in Black: International
- 2019: Star Wars: Der Aufstieg Skywalkers (Star Wars: The Rise of Skywalker, Stimme von Qui-Gon Jinn)
- 2019: Ordinary Love
- 2020: Made in Italy
- 2020: Honest Thief
- 2021: The Marksman – Der Scharfschütze (The Marksman)
- 2021: The Ice Road
- 2022: Blacklight
- 2022: Memory – Sein letzter Auftrag (Memory)
- 2022: Atlanta (Fernsehserie, Folge 3x08)
- 2022: Derry Girls (Fernsehserie, 2 Folgen)
- 2022: Obi-Wan Kenobi (Miniserie, Folge 1x06)
- 2022: Star Wars: Geschichten der Jedi (Tales of the Jedi, Fernsehserie, Folge 1x04, Stimme von Qui-Gon Jinn)
- 2022: Marlowe
- 2023: Retribution
- 2023: Saints & Sinners – Heilige und Sünder (In the Land of Saints and Sinners)
- 2023: Wildcat
- 2024: Absolution
- 2025: Die nackte Kanone (The Naked Gun)

## Auszeichnungen
- 1994: Nominierung für den Oscar als bester Hauptdarsteller für Schindlers Liste
- 1994: Nominierung für den Golden Globe als bester Hauptdarsteller – Drama für Schindlers Liste
- 1994: Nominierung für den BAFTA als bester Hauptdarsteller für Schindlers Liste
- 1997: Nominierung für den Golden Globe als bester Hauptdarsteller in einem Drama für Michael Collins
- 2005: Nominierung für den Golden Globe als bester Hauptdarsteller – Drama als bester Hauptdarsteller in einem Drama für  Kinsey – Die Wahrheit über Sex
- 2013: Nominierung für die Goldene Himbeere als schlechtester Nebendarsteller für Battleship und Zorn der Titanen
- 2018: Gewinn der Goldenen Kamera in der Kategorie Lebenswerk international